# Dolany (okres Klatovy)
Dolany (německy Dolan) jsou obec v okrese Klatovy v Plzeňském kraji. Žije v ní 963 obyvatel.

## Historie
Obec Dolany se poprvé připomíná v roce 1232. Podle Ottova naučného slovníku z Dolan u Klatov pocházela panská větev Drslaviců, jejíž členové rodem i sídlem byli nejbližší příbuzní pánů Švihovských a měli též společný erb: „štít nazdél rozdělený a v pravé, nebo levé polovici, jeho červené tři bílé pruhy příčné, na helmě byla dvě rozložená křídla červená, s týmiž třemi pruhy, jakými na štítě přepažená.“
V 16. století náležely Dolany jezuitské koleji v Klatovech, a po jejím zrušení spadly pod královskou komoru, od níž roku 1805 Dolany koupil hrabě Czernin z Chudenic.

## Obyvatelstvo
| Rok            | 1869  | 1880  | 1890  | 1900  | 1910  | 1921  | 1930  | 1950  | 1961  | 1970  | 1980 | 1991 | 2001 | 2011 | 2021 |
| -------------- | ----- | ----- | ----- | ----- | ----- | ----- | ----- | ----- | ----- | ----- | ---- | ---- | ---- | ---- | ---- |
| Počet obyvatel | 1 714 | 1 753 | 1 725 | 1 701 | 1 761 | 1 746 | 1 577 | 1 159 | 1 191 | 1 000 | 882  | 764  | 730  | 814  | 923  |
| Počet domů     | 270   | 267   | 271   | 271   | 277   | 281   | 309   | 325   | 300   | 287   | 269  | 302  | 314  | 347  | 388  |

## Části obce
- Dolany
- Andělice
- Balkovy
- Komošín
- Malechov
- Řakom
- Sekrýt
- Svrčovec
- Výrov

## Pamětihodnosti
- Dolanská tvrz často měnila majitele a prošla řadou úprav. V devatenáctém století byla tato v jádru gotická tvrz rozprodána soukromým majitelům k bydlení.[4]
- kostel svatých Petra a Pavla
- pomník padlým v první a druhé světové válce
- socha svatého Jana Nepomuckého

## Galerie

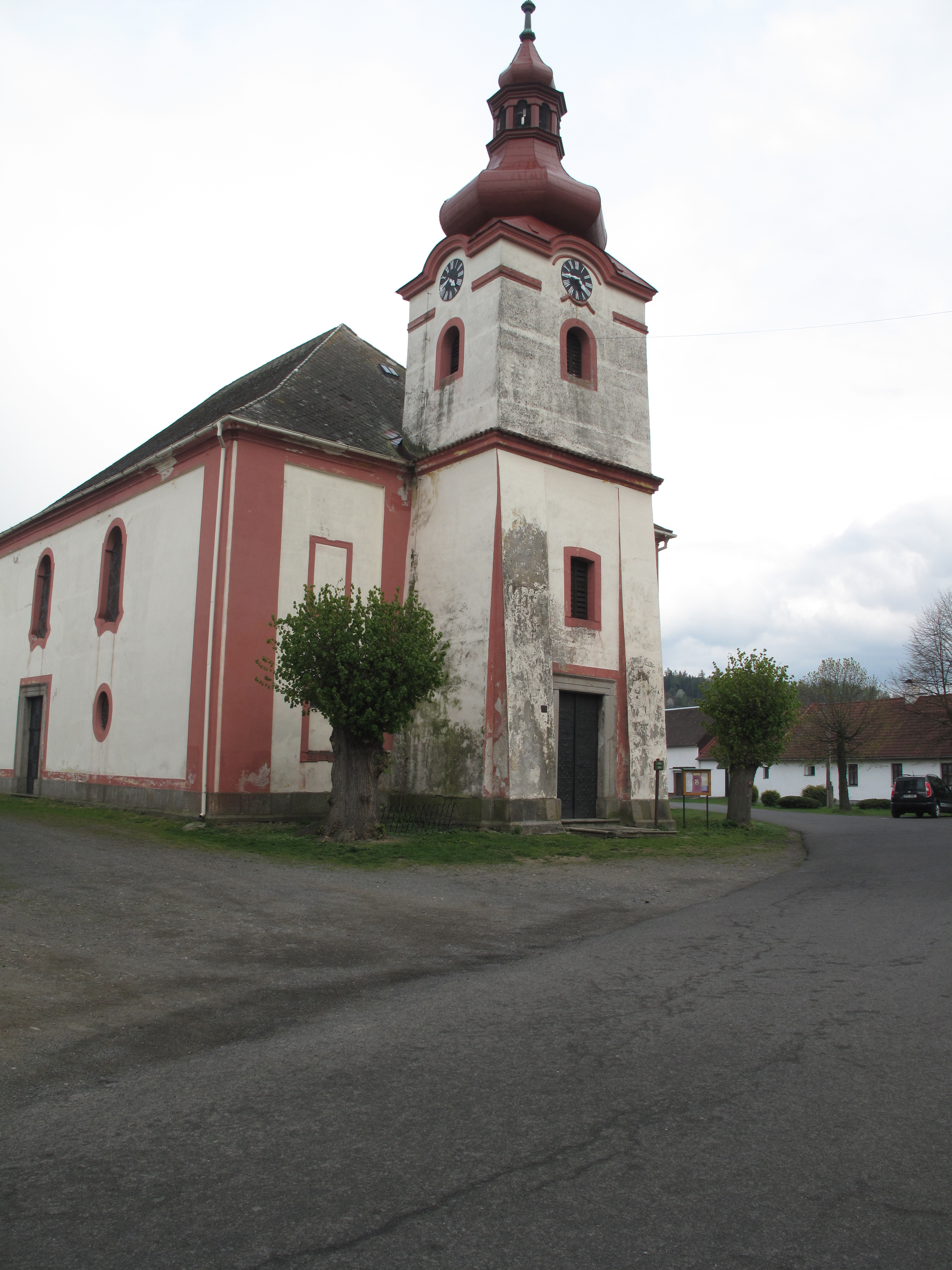
Kostel svatých Petra a Pavla
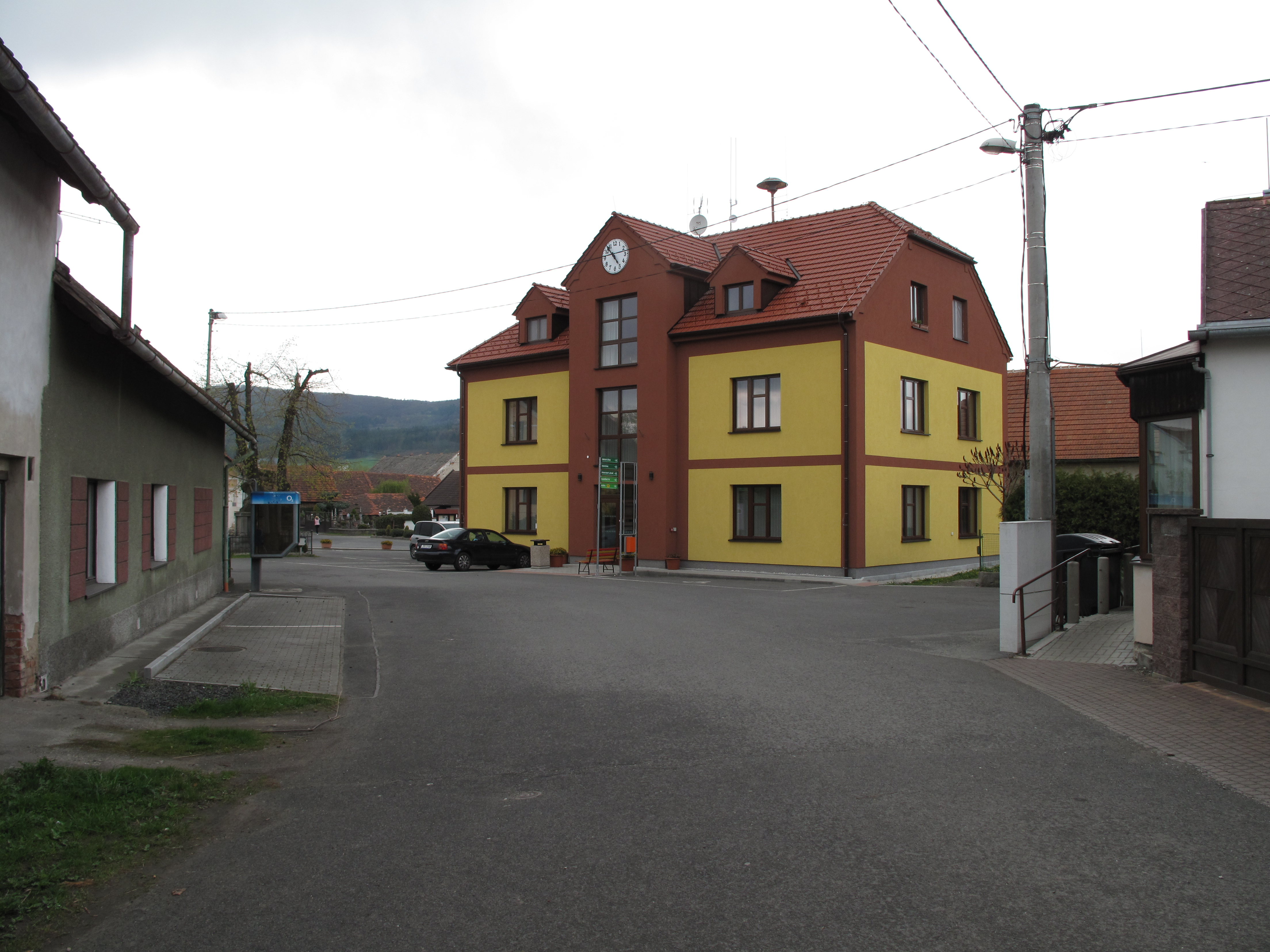
Obecní úřad
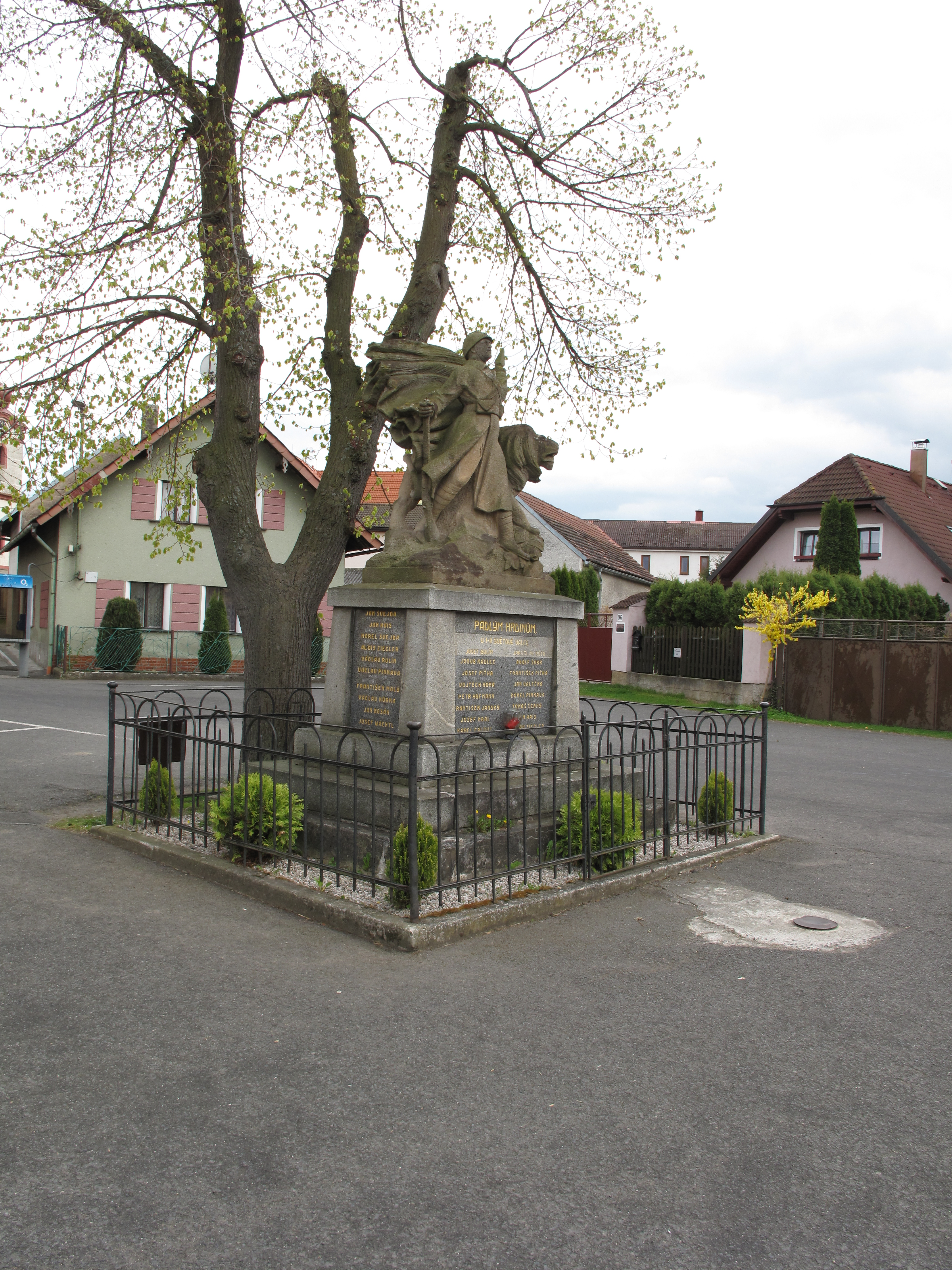
Pomník padlým